# 北九州市立大蔵小学校
北九州市立大蔵小学校（きたきゅうしゅうしりつ おおくらしょうがっこう）は、福岡県北九州市八幡東区勝山一丁目にある公立小学校。

## 沿革
（沿革節の主要な出典は公式サイト）
- 1912年（明治45年） - 大蔵尋常小学校開校
- 1947年（昭和22年） - 大蔵小学校と改称
- 1964年 - 北九州市立大蔵小学校と改称
- 1990年（平成2年） - パソコン教室設置
- 1996年 - 創立85周年記念
- 1999年 - パソコン教室設置（22台）
- 2001年 - 創立90周年記念
- 2009年 - 校舎が老朽化と耐震強度不足の為一部校舎解体
- 2011年 - 新校舎完成
- 2012年 - 創立100周年

## 交通機関
- 西鉄バス北九州 大蔵小学校前

## 周辺施設
- 神田杉の実保育園
- 社会福祉法人年長の里
- 北九州地域職業訓練センター